# Плезант-Гілл (Теннессі)
Плезант-Гілл (англ. Pleasant Hill) — місто (англ. town) в США, в окрузі Камберленд штату Теннессі. Населення — 540 осіб (2020).

## Географія
Плезант-Гілл розташований за координатами 35°58′26″ пн. ш. 85°12′7″ зх. д. / 35.97389° пн. ш. 85.20194° зх. д. (35.973890, -85.201987).  За даними Бюро перепису населення США в 2010 році місто мало площу 4,04 км², з яких 4,01 км² — суходіл та 0,03 км² — водойми. В 2017 році площа становила 4,25 км², з яких 4,22 км² — суходіл та 0,03 км² — водойми.

## Демографія
Згідно з переписом 2010 року, у місті мешкали 563 особи в 242 домогосподарствах у складі 130 родин. Густота населення становила 139 осіб/км².  Було 303 помешкання (75/км²).
Расовий склад населення:
| - 97,3 % — білих - 1,2 % — чорних або афроамериканців - 0,2 % — корінних американців - 1,1 % — осіб інших рас |

До двох чи більше рас належало 0,2 %. Частка іспаномовних становила 0,9 % від усіх жителів.
За віковим діапазоном населення розподілялося таким чином: 10,3 % — особи молодші 18 років, 26,8 % — особи у віці 18—64 років, 62,9 % — особи у віці 65 років та старші. Медіана віку мешканця становила 74,6 року. На 100 осіб жіночої статі у місті припадало 71,6 чоловіків;  на 100 жінок у віці від 18 років та старших — 67,8 чоловіків також старших 18 років.
Середній дохід на одне домашнє господарство  становив 39 203 долари США (медіана — 25 417), а середній дохід на одну сім'ю — 58 185 доларів (медіана — 44 375). Медіана доходів становила 31 250 доларів для чоловіків та 31 250 доларів для жінок. За межею бідності перебувало 24,0 % осіб, у тому числі 71,4 % дітей у віці до 18 років та 8,7 % осіб у віці 65 років та старших.
Цивільне працевлаштоване населення становило 78 осіб. Основні галузі зайнятості: освіта, охорона здоров'я та соціальна допомога — 32,1 %, виробництво — 12,8 %, фінанси, страхування та нерухомість — 10,3 %, мистецтво, розваги та відпочинок — 10,3 %.